# Gerhard Schubert (Rugbyspieler)
Gerhard Schubert (* 28. Januar 1942 in Leipzig) ist ein deutscher Rugby-Union-Trainer und -Schiedsrichter und ehemaliger -Spieler. Er trainierte unter anderem die Rugby-Union-Nationalmannschaft der DDR. Als Spieler wurde er mehrfacher DDR-Meister und war Rekordnationalspieler.

## Leben und Wirken
Gerhard Schubert begann 1958 bei Traktor Leipzig mit dem Rugbyspiel. In den 1970er und 80er Jahren spielte Schubert beim damaligen Spitzenklub der DDR BSG Lokomotive Wahren-Leipzig. Mit diesem Verein gewann er viermal die Meisterschaft und einmal den Pokal des Deutschen Rugby-Sportverbandes der DDR. Als Leistungsträger seines Vereins wurde Schubert in die Nationalmannschaft berufen. Sein erstes Länderspiel bestritt er beim Friedenspokal 1963 im rumänischen Pitești gegen Polen. Die DDR-Mannschaft gewann das Spiel 11:6. Letztmals stand er 1983 beim Turnier der Freundschaft im bulgarischen Warna im Aufgebot. Insgesamt spielte er 41-mal für die DDR, womit er gemeinsam mit Ralf Stieg Rekordnationalspieler war. Von 1983 bis 1985 betreute Gerhard Schubert als Cheftrainer das Nationalteam.
In der Saison 2014/15 ist Schubert Taktiktrainer des Rugby Clubs Leipzig und Schiedsrichter in der Schiedsrichtervereinigung im Deutschen Rugby-Verband. Er verfügt über eine Schiedsrichter-B-Lizenz.

## Ehrungen
- Ehrenmitglied des Rugby Clubs Leipzig[5]